# 八王子神社 (船橋市)
八王子神社（はちおうじじんじゃ）は、千葉県船橋市古和釜町にある神社である。旧社格は村社。7年に一度、船橋市三山の二宮神社で開催される「三山の七年祭」と呼ばれる大祭には神輿（末の息子）が出ている。境内の1.08haは郷土環境保全地域に指定されている。

## 祭神
- 天之忍穂耳尊
- 天照大神
- 豊受姫尊
- 猿田彦尊
- 倉稲魂尊

## 由緒
社伝によれば古和釜地域周辺の鎮守として平安初期の807年（大同2年）に創建されたと言い伝えられている古社である。また、総本社は摂津国東成郡の八王子神社（大阪市東成区中本4丁目）と考えられている。

## 氏子地域
古和釜町、坪井町、金堀町等の船橋市北部一帯

## 所在地
千葉県船橋市古和釜161

## 年間行事
- 歳旦祭（1月1日午前1時頃）
- おびしゃ（1月11日、20日午前11時頃）
- 初囃子（1月第3日曜日午前10時頃）
- 例大祭（10月7日）

## 交通
最寄り駅
- 東葉高速線船橋日大前駅下車、徒歩約20分
- 京成松戸線・東葉高速線北習志野駅下車、船橋新京成バスで古和釜十字路下車徒歩5分